# 使徒兄弟団
使徒兄弟団（しときょうだいだん）またはアポストリツィ、アポストリ (イタリア語: Apostolici, Apostoli) は、13世紀後半の北イタリアで、パルマ支配下のアルツァーノ出身のジェラルド・セガレリが創始したキリスト教セクト。セガレリは卑賤の生まれで学が無く、パルマでフランシスコ修道会に入ろうとしたが断られた。するとセガレリは、みずから「使徒的」な生活と称する習慣の復興に傾倒するようになった。彼の思想の多くは、ドルチーノ派に受け継がれた。

## 歴史
1260年ごろ、セガレリは古の使徒が着ていたとみずから信じる服装に身を包み、家屋を売り払い、金を市場でばら撒き、托鉢僧として改悛を説いて歩くようになった。彼のもとに弟子が集まって教団が形成され、ロンバルディア中やその外にまで広まっていった。当初、フランシスコ会や教会当局は、セガレリの常軌を逸した行動を嘲笑するだけだった。しかし1280年ごろ、パルマ司教が彼を投獄し、自身の邸宅で見世物として晒した挙句、1286年に教区から追放した。1274年の第2リヨン公会議により、教皇の承認を受けずに托鉢修道会を新設し活動することは禁じられていた。1286年に教皇ホノリウス4世はセガレリらの使徒兄弟団に厳しい譴責を行い、後任のニコラウス4世も1290年に同様の譴責を行った。
使徒兄弟団は、厳しい迫害を受けるようになった。1294年には団員4人が火刑に処され、セガレリも終身刑の判決を受けた。彼はいったんは異端信仰を捨てると宣言したものの、6年後に異端信仰へ回帰したことを告白し、1300年7月18日にパルマで火刑に処された。 彼が遺した運動を引き継いだのが、ノヴァーラ司教区の司祭の子ドルチーノだった。1291年に兄弟団に加入したドルチーノは、雄弁かつ熱烈に予言を示す演説家だった。
教会に神の審判が下ると日々信じていたドルチーノは、兄弟団を率いてノヴァーラやヴェルチェッリの山岳地帯でゲリラ戦を展開し、鎮圧に来た十字軍と戦った。しかし敵軍以上に寒さと飢餓がドルチーノの軍を苦しめ、最終的に残存兵はヴェルチェッリ司教に捕らえられた。ドルチーノやその「霊的姉妹」を称するマルゲリータという女性をはじめ、150人の捕虜はみな転向を拒否し、1307年6月1日に火刑に処された。
ここに使徒兄弟団は終焉を迎えた。その影響は14世紀半ばまで北イタリア、スペイン、フランスなどにみられたが、いずれもごくわずかな生存者による活動に限られた。

## 教義
使徒兄弟団は、完全に高潔で清貧な生き方を実現することで、定住することなく、明日のことを考えたり誓いを立てたりすることもなかった。これは俗に侵されたカトリック教会に対する抵抗であり、他の修道会が行うような、清貧の誓いを立てるやり方への抵抗でもあった。彼らの目指したもの自体は無害で、他の修道会創始者たちとも大きく異なるものではなかったようである。しかし彼らは教会に活動を禁止され、その裁定を拒絶したことで、教会から異端の烙印を押された。
兄弟団から見ると、教会は使徒時代の高潔さを完全に踏み外しており、大バビロン、聖人の迫害者と化していた。彼らの予言的な言説や思想は、ヨアキム主義と関連していた。使徒兄弟団の教えのほとんどは、他の異端集団と同様、聖書の字義通りの解釈に基づいていた。彼らは宣誓を禁じ、必要に応じて偽証することを認め、死刑を拒絶した。彼らは「使徒の姉妹」と呼ばれる女性と密接な関係を持っていたため、不道徳との激しい批判を浴びた。しかし使徒兄弟団の団員たちは自分たちの高潔さを誇示し、手元まで近づいた誘惑に打ち勝つことこそ特に称賛に値するのだと考えていた。

## 神学論
使徒兄弟団は、創始者のセガレリが無学だったこともあり、十分発展した神学理論を持っていなかった。彼らが信仰の基盤に据えたのは、使徒言行録 (2:44-45)だった。
信者たちはみな一緒にいて、いっさいの物を共有にし、資産や持ち物を売っては、必要に応じてみんなの者に分け与えた。
使徒兄弟団は、断食し祈りをささげる簡素な暮らしを営んでいた。糧を得るために働く他は、慈善活動や電動を行い、また常に改悛を呼び掛けていた。